# Betws-y-Coed
Pour les articles homonymes, voir Betws.
Betws-y-Coed est une communauté du nord du pays de Galles, située dans le county borough du Conwy, au bord de la rivière Conwy. Elle se trouve dans un endroit très pittoresque au milieu des bois. Elle est la porte de la Snowdonia depuis que la grande route Londres-Holyhead (aujourd'hui la A5), construite par Thomas Telford au début du XIXe siècle, traverse le Nord du pays de Galles.

## Toponyme
Le nom de la communauté, qui signifie littéralement « lieu de prière dans la forêt », est un de ceux qui présentent le plus de difficultés à orthographier correctement. 364 formes erronées du nom ont été identifiées concernant des recherches effectuées sur des moteurs de recherche Internet,.